# Miss International 2022
 (octobre 2021).
Si vous disposez d'ouvrages ou d'articles de référence ou si vous connaissez des sites web de qualité traitant du thème abordé ici, merci de compléter l'article en donnant les références utiles à sa vérifiabilité et en les liant à la section « Notes et références ».
 (octobre 2021).
Miss International 2022 est la 60e cérémonie du concours Miss International, qui s’est déroulée à Tokyo, capitale du Japon, le 13 décembre 2022. L'Allemande Jasmin Selberg succède à la Thaïlandaise Sireethorn Leearamwat à la fin de l'événement

## Résultat final

### Classement final
| Résultats finaux        | Candidates |
| ----------------------- | --- |
| Miss International 2022 | Allemagne - Jasmin Selberg |
| 1re dauphine            | Cap-Vert - Stephany Amado |
| 2e dauphine             | Pérou - Tatiana Calmell |
| 3e dauphine             | Colombie - Natalia López |
| 4e dauphine             | République dominicaine - Celinee Santos |
| Top 8                   | - Canada - Madison Kvaltin - Espagne - Julianna Ro - Jamaïque - Israel Harrison |
| Top 15                  | - Costa Rica - Mahyla Roth - Finlande - Anna Merimaa - France - Maya Albert - Îles Mariannes du Nord - Savannah Lyn Delos Santos - Nouvelle-Zélande - Lydia Smit - Philippines - Hannah Arnold - Royaume-Uni - Evanjelin Elchmanar |

### Les Reines continentales
| Continents | Candidates                      |
| Afrique    | - Cap-Vert – Stephany Amado     |
| Amériques  | - États-Unis – Corrin Stellakis |
| Asie       | - Japon – Kiko Matsuo           |
| Europe     | - Finlande – Anna Merimää       |
| Océanie    | - Nouvelle-Zélande – Lydia Smit |

## Contexte

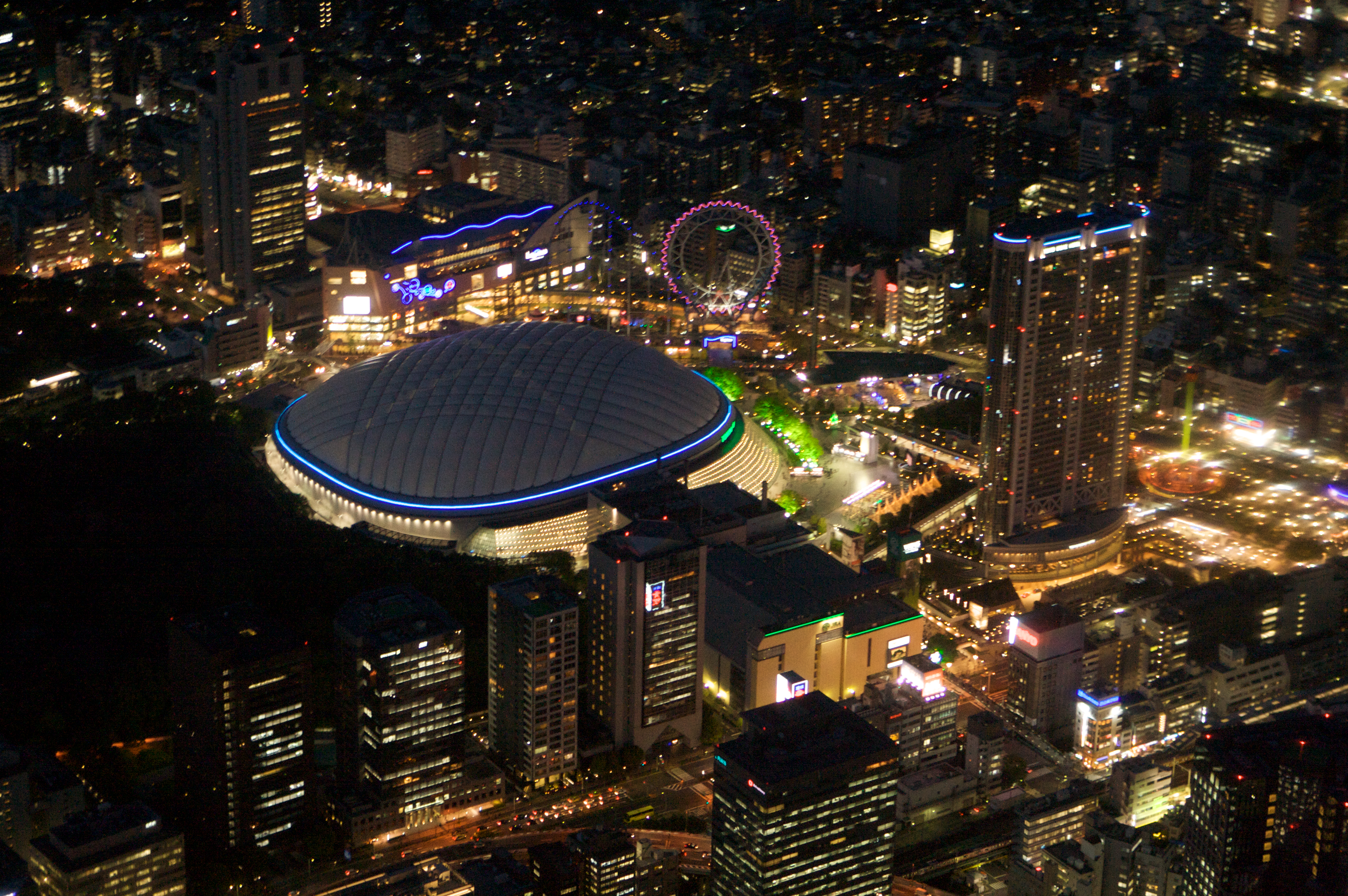
Le Tokyo Dome et le Tokyo Dome Hotel (à droite)

Le 22 janvier 2020, l'organisation Miss International annonce que la cérémonie aura lieu le 21 octobre 2020 au Tokyo Dome, et les candidates iront quelques jours à Yokohama. Plus tard, il a été annoncé que la cérémonie aura lieu au Pacifico Yokohama le 29 octobre 2020 afin de fêter les 60 ans du concours de beauté. En revanche, avec la crise sanitaire du COVID-19 que connait la planète actuellement, l'organisation se réservait le droit de repousser la date de la cérémonie au 2 décembre 2020,,.
Finalement l'organisation prend la décision de reporter l'édition 2020 à octobre 2021. Le 31 août 2021, l’organisation Miss International annonce que l’édition 2021 est reportée à l'automne 2022 : l'actuelle Miss International poursuit son règne jusqu'à cette date. C'est la troisième fois que cela arrive : la première fois , il n'y a pas eu de Miss International en 1966 à la suite du changement de lieu (transfert du concours de Long Beach vers Tokyo) et de propriétaire du concours.

## Candidates
Il y a 66 candidates en lice pour l'élection :
| Pays/Territoire        | Candidate                     | Âge    | Domicile          | Continent |
| ---------------------- | ----------------------------- | ------ | ----------------- | --------- |
| Afrique du Sud         | Ferini Dayal                  | 26 ans | Johannesbourg     | Afrique   |
| Allemagne              | Jasmin Selberg                | 22 ans | Berlin            | Europe    |
| Australie              | Anjelica Whitelaw             | 26 ans | Adelaide          | Océanie   |
| Belgique               | Lore Ven                      | 27 ans | Namur             | Europe    |
| Brésil                 | Isabella Oliveira             | 23 ans | Rio de Janeiro    | Amérique  |
| Bolivie                | Carolina Fernández Menacho    | 23 ans | Cobija            | Amérique  |
| Cambodge               | Chea Charany                  | 26 ans | Battambang        | Asie      |
| Canada                 | Madison Kvaltin               |        | Toronto           | Amérique  |
| Cap-Vert               | Stephany Amado                |        | Praia             | Afrique   |
| Chili                  | Catalina Huenulao             | 23 ans | Temuco            | Amérique  |
| Colombie               | Natalia López Cardona         | 23 ans | Circasia          | Amérique  |
| Costa Rica             | Mahyla Roth Benavides         | 21 ans | Cahuita           | Amérique  |
| Équateur               | Valeria Gutiérrez             | 22 ans | Guayaquil         | Amérique  |
| Espagne                | Julianna Ro                   | 27 ans | Andalousie        | Europe    |
| États-Unis             | Maritsa Platis                | 19 ans | Myrtle Beach      | Amérique  |
| Finlande               | Anna Merimaa                  | 24 ans | Turku             | Europe    |
| France                 | Maya Albert                   | 23 ans | Tarn              | Europe    |
| Ghana                  | Jennifer Deku                 | 25 ans | Sékondi           | Afrique   |
| Guinée équatoriale     | Victoria Kalu                 | 21 ans | Annobón           | Afrique   |
| Honduras               | Gabriela Irías Paz Morgan     | 22 ans | Tegucigalpa       | Amérique  |
| Hong Kong              | Rosemary Ling Wanwei          | 23 ans | Tai Po            | Asie      |
| Îles Cook              | Emma Tepaeru Kainuku-Walsh    | 26 ans | Aitutaki          | Océanie   |
| Îles Mariannes du Nord | Savannah Lyn Delos Santos     | 27 ans | Saipan            | Océanie   |
| Inde                   | Zoya Afroz                    | 28 ans | Mumbai            | Asie      |
| Indonésie              | Cindy May McGuire             | 23 ans | Denpasar          | Asie      |
| Japon                  | Kiko Matsuo                   | 26 ans | Tochigi           | Asie      |
| Kenya                  | Cindy Isendi Mutsotso         | 24 ans | Kakamega          | Afrique   |
| Macao                  | Dinelle Wong                  | 23 ans | Cotai             | Asie      |
| Maurice                | Ava Memero                    | 24 ans | Port-Louis        | Afrique   |
| Malte                  | Nicole Gumira Agius           | 26 ans | Città Victoria    | Europe    |
| Mexique                | Yuridia del Carmen Peña Durán | 21 ans | Nayarit           | Amérique  |
| Népal                  | Nancy Khadka                  | 24 ans | Mahottari         | Asie      |
| Nicaragua              | Fernanda Salazar              | 18 ans | Jinotega          | Amérique  |
| Nigeria                | Precious Obisoso              | 24 ans | Sokoto            | Afrique   |
| Nouvelle-Zélande       | Lydia Smit                    | 19 ans | Auckland          | Océanie   |
| Norvège                | Romée Dahlen                  |        |                   | Europe    |
| Ouzbékistan            | Nigina Fakhriddinova          | 28 ans | Tashkent          | Asie      |
| Panama                 | Ivis Snyder                   |        | Panama            | Amérique  |
| Paraguay               | Ariane Maciel                 | 25 ans | Asunción          | Amérique  |
| Pérou                  | Tatiana de Solar              | 2 ans  | Ica               | Amérique  |
| Philippines            | Hannah Arnold                 | 25 ans | Masbate           | Asie      |
| Pologne                | Sylwia Stasinska              |        |                   | Europe    |
| Porto Rico             | Paola Torres                  |        | Cataño            | Amérique  |
| Portugal               | Rita Reis                     |        |                   | Europe    |
| République dominicaine | Celinee Santos                |        | La Altagracia     | Amérique  |
| République tchèque     | Adela Maderycova              | 20 ans | Karviná           | Europe    |
| Roumanie               | Ada-Maria Ileana              |        | Bucarest          | Europe    |
| Royaume-Uni            | Evanjelin Elchmanar           | 21 ans | Birmingham        | Europe    |
| Salvador               | Genesis Figueroa              |        | Santa Ana         | Amérique  |
| Sierra Leone           | Fatu Kamara                   |        |                   | Afrique   |
| Singapour              | Scarlett Sim                  |        |                   | Asie      |
| Slovaquie              | Viktória Podmanická           | 18 ans | Banská Bystrica   | Europe    |
| Taïwan                 | Ting-Yi Cheng                 |        |                   | Asie      |
| Thaïlande              | Ruechanok Meesang             |        | Chonburi          | Asie      |
| Togo                   | Oceane Bellow                 | 25 ans | Lomé              | Afrique   |
| Venezuela              | Isbel Cristina Parra Santos   | 26 ans | Caracas           | Amérique  |
| Viêt Nam               | Phạm Ngọc Phương Anh          | 22 ans | Hô Chi Minh-Ville | Asie      |